# ملعب فيصل الحسيني الدولي
ملعب فيصل الحسيني الدولي هو ملعب كرة قدم في الرام، الضفة الغربية. والملعب الرسمي لمنتخب فلسطين لكرة القدم. سمي بهذا الاسم تيمناً بالسياسي الفلسطيني فيصل الحسيني، الذي توفي عام 2001. يتسع الملعب لجلوس 21000 شخص و 300 مقعد لكبار الشخصيات و 1500 موقع للواقفين.
في يوم 26 أكتوبر 2008 لعبت فلسطين أمام الأردن في أول مباراة دولية لهم بعد مرور 10 سنوات على تجديد انضمامها للاتحاد الدولي لكرة القدم (فيفا). وقد كان من ضمن الحضور رئيس الفيفا جوزيف بلاتر ورئيس الوزراء الفلسطيني سلام فياض.